# Forrest Gump
Forrest Gump là một bộ phim điện ảnh của Mỹ nói về cuộc đời của Forrest Gump, một người có chỉ số IQ là 75. Nội dung của bộ phim trải dài xuyên suốt một thời kỳ lịch sử của nước Mỹ. Bộ phim được chuyển thể từ một tác phẩm văn học cùng tên của Winston Groom. Khi bộ phim được công chiếu vào năm 1994 nó đã đem về một doanh thu kỷ lục 677 triệu USD. Ngoài doanh thu thương mại bộ phim còn thâu tóm rất nhiều giải thưởng, trong đó phải kể đến 4 giải Oscar cho Phim hay nhất, Đạo diễn xuất sắc nhất, Nam diễn viên chính xuất sắc nhất… Đây là lần thứ hai liên tiếp nam diễn viên Tom Hanks đoạt giải Oscar.

## Nội dung
Forrest Gump là một đứa trẻ không có bố nhưng không phải vì thế mà cậu buồn vì cậu luôn có tình yêu thương của người mẹ. Forrest bị thiểu năng trí tuệ và lưng không thẳng, phải giữ chân bằng khung sắt, mẹ cậu cho cậu học trong một trường học bình thường và ở đây cậu thường bị mọi người chọc phá. Người bạn duy nhất của Forrest là Jenny Curran, một cô bé ở gần trang trại nơi cậu sống. Jenny có một tuổi thơ bất hạnh, mẹ mất sớm và cô bé cùng các chị em bị bố lạm dụng tình dục. Forrest và Jenny rất thân thiết cho đến khi học trung học. Chính Jenny là người giúp Forrest phát hiện ra cậu không những có thể đi lại bình thường (không cần khung sắt) mà còn có thể chạy rất nhanh, vì mỗi khi Forrest bị bọn bạn trêu chọc Jenny đều bảo cậu chạy nhanh đi. Chính nhờ tài chạy nhanh như gió mà Forrest đã được nhận vào trường Đại học Alabama và trở thành siêu sao bóng bầu dục ở đây. Trường của Forrest đoạt được giải vô địch toàn liên bang vào năm 1963 và Forrest được bệ kiến Tổng thống Mỹ John F. Kennedy. Forrest và Jenny không học cùng trường đại học, cũng từ thời gian này mà Jenny lao vào những cuộc tình với nhiều chàng trai khác nhau, nhưng có vẻ cô không tìm được hạnh phúc. Cô thổ lộ với Forrest ước mơ trở thành ca sĩ của mình. Trong khi đó, nhờ chơi bóng bầu dục giỏi mà Forrest tốt nghiệp đại học và tại lễ tốt nghiệp anh được kêu gọi tham gia quân đội. Forrest rất hợp với đời sống quân đội và tại đây anh tìm được người bạn thứ hai trong đời: Benjamin Buford "Bubba" Blue, một anh chàng da đen với môi dưới to kỳ dị và suốt ngày nói chuyện về tôm, vì ước mơ của Bubba là trở thành thuyền trưởng một chiếc tàu đánh bắt tôm. Trước khi sang Việt Nam tham gia chiến tranh, Forrest biết tin Jenny đã bị đuổi khỏi trường đại học, anh tìm thấy cô hát ở một quán rượu, cứu cô khỏi mấy gã khách sàm sỡ. Forrest đã ngỏ lời yêu Jenny nhưng cô nói anh không biết gì về tình yêu rồi bỏ đi. Khi Forrest thông báo anh sắp được gửi sang Việt Nam, Jenny có vẻ rất xúc động và dặn anh nếu gặp vấn đề gì hãy cố gắng chạy thật nhanh, đừng cố tỏ ra dũng cảm.
Cuộc chiến tranh ở Việt Nam vô cùng ác liệt nhưng trong mắt của Forrest mọi thứ vẫn diễn ra như bình thường. Tại đây Forrest gặp Trung úy Dan Taylor, người xuất thân từ một gia đình có truyền thống quân sự lâu đời, các thế hệ trước đều có người hi sinh trong mọi cuộc chiến tranh mà nước Mỹ đã trải qua. Forrest và Bubba ngày càng thân thiết, và họ đã thỏa thuận rằng sau chiến tranh sẽ cùng mua một chiếc tàu đánh bắt tôm, Bubba làm thuyền trưởng và Forrest làm thuyền phó. Trong một lần đi tuần tra, trung đội của Forrest bị Việt Cộng phục kích và bị tiêu diệt gần hết nhưng anh đã thoát chết nhờ chạy thật nhanh như lời Jenny dặn và cứu được nhiều người, trong đó có cả Trung úy Dan và Bubba. Bubba do bị thương quá nặng nên đã chết trên tay Forrest, còn Trung úy Dan không ngừng lên án Forrest đã tước đi quyền được hi sinh anh dũng trên chiến trường của mình. Forrest bị thương ở mông, Trung úy Dan bị mất cả hai chân nên được đưa về hậu phương chữa trị, tại đây Forrest tập chơi bóng bàn và tỏ ra rất có năng khiếu. Nhờ những cống hiến cho quốc gia Forrest được Tổng thống Lyndon B. Johnson tặng Huân chương Danh dự. Xuất ngũ và trở về Mỹ, Forrest đã phát biểu trong một buổi biểu tình phản chiến tại Washington D.C. và gặp lại Jenny. Một lần nữa anh lại bảo vệ Jenny thoát khỏi người bạn trai bạo lực, nhưng rồi Jenny cũng lại ra đi, theo con đường riêng của cô.
Vài năm sau, Forrest được đại diện cho nước Mỹ sang Trung Quốc thi đấu bóng bàn. Khi trở về anh trở thành người nổi tiếng, lên tivi trả lời phỏng vấn cùng John Lennon và có vẻ như đã gợi ý cho John viết bài hát Imagine (there is no possession,... no religion too,... it's easy if you try). Tại thành phố New York, Forrest gặp lại Trung úy Dan, người què quặt và hoàn toàn mất niềm tin vào cuộc sống.
Nhờ vào tiền đóng quảng cáo vợt bóng bàn Forrest đã mua một chiếc tàu đánh bắt tôm như lời hứa với Bubba. Forrest đặt tên nó là Jenny, sau đó Trung úy Dan tìm đến và làm thuyền phó cho Forrest như đã hứa với anh trước đây. Thời gian đầu cả hai không thành công nhưng nhờ may mắn, lòng dũng cảm của Forrest và sự điên khùng của Trung úy Dan, chiếc tàu Jenny của họ là chiếc tàu duy nhất còn nguyên vẹn trở về sau cơn bão. Họ đã bắt được rất nhiều tôm và trở nên vô cùng giàu có. Hãng tôm Bubba-Gump đã được thành lập như vậy và Forrest dành một phần lợi nhuận để chu cấp cho gia đình Bubba.
Forrest nhận được tin mẹ anh đang ốm nặng nên về quê nhà Greenbow gặp mẹ lần cuối. Sau lễ tang, anh quyết định ở lại Alabama và giao lại công ty cho Trung úy Dan quản lý. Lợi nhuận của công ty được đầu tư vào công ty Apple, chia một phần cho gia đình Bubba và làm từ thiện. Jenny trở về bên Forrest khi cô đã trải qua mọi đắng cay của cuộc đời. Đối với Forrest, đó là khoảng thời gian thật hạnh phúc. Anh đã cầu hôn Jenny với câu nói bất hủ: "Anh không thông minh nhưng anh biết tình yêu là gì". Jenny không nhận lời nhưng cô thú nhận có yêu anh, và họ đã có một đêm tuyệt vời tại nhà của Forrest. Sáng hôm sau Jenny ra đi mà không để lại một lời nhắn nào.
Vắng Jenny, Forrest cảm thấy cô đơn. Anh chỉ muốn chạy, lúc đầu trong thị trấn, sau đó xa hơn nữa và ngày càng xa. Forrest cứ chạy mãi, trở thành một hiện tượng, thậm chí thần tượng và nguồn cảm hứng cho nhiều người. Cho đến khi anh nhận ra mình đã chạy hơn 3 năm, vòng quanh nước Mỹ, anh cảm thấy mệt mỏi và muốn trở về quê nhà. Forrest bất ngờ nhận được thư của Jenny hẹn gặp anh tại Savannah, Georgia. Thì ra Jenny đã có một đứa con trai với Forrest, và cô đang mang một căn bệnh lạ trong người (có thể là HIV). Forrest đưa hai mẹ con Jenny về nhà và họ tổ chức đám cưới. Những ngày hạnh phúc không kéo dài, Jenny đã qua đời vì bệnh vào một buổi sáng Thứ bảy. Nhưng lúc này nhờ có cậu con trai mà sự đau khổ của Forrest có phần nguôi ngoai đi. Cảnh cuối của bộ phim là lúc Forrest đưa con trai lên xe buýt đến trường giống như ngày xưa mẹ anh đã làm.

## Diễn viên
| Diễn viên                | Vai diễn                           |
| ------------------------ | ---------------------------------- |
| Tom Hanks                | Forrest Gump                       |
| Robin Wright             | Jenny Curran                       |
| Gary Sinise              | Trung úy Dan Taylor                |
| Mykelti Williamson       | Benjamin Buford "Bubba" Blue       |
| Sally Field              | Mẹ của Forrest Gump                |
| Michael Conner Humphreys | Forrest Gump lúc nhỏ               |
| Hanna R. Hall            | Jenny Curran lúc nhỏ               |
| Haley Joel Osment        | Con trai Forrest Gump              |
| Sam Anderson             | Hiệu trưởng Hancock                |
| Geoffrey Blake           | Wesley, nhà tổ chức SDS            |
| David Brisbin            | Phát thanh viên                    |
| Peter Dobson             | Elvis Presley                      |
| Siobhan Fallon           | Dorothy Harris, lái xe buýt        |
| Osmar Olivo              | Trung sĩ huấn luyện tân binh       |
| Brett Rice               | Trọng tài bóng đá trường trung học |
| Sonny Shroyer            | Trọng tài Paul "Bear" Bryant       |
| Kurt Russell             | Đại diện của Elvis Presley         |
| Harold G. Herthum        | Bác sĩ                             |

## Ý nghĩa
Bộ phim đã kể lại một giai đoạn nhiều biến động trong lịch sử nước Mỹ qua góc nhìn ngây thơ và trong sáng của một người chỉ có IQ 75. Sự vô tư của Forrest đã giúp anh vượt qua mọi biến cố của cuộc đời và thậm chí giúp những người khác vươn lên.

## Thông tin bên lề
Trong phim có những đoạn mà Forrest gặp những nhân vật lịch sử như Tổng thống John F. Kennedy, Lyndon B. Johnson và Richard Nixon, v.v... Nhà sản xuất đã sử dụng các đoạn phim tài liệu và cắt ghép đưa hình của Tom Hanks vào đồng thời xử lý môi của Kennedy để lời thoại thật khớp. Ngoài ra các đoạn Forrest cõng Bubba vượt qua mưa đạn hay Forrest thi đấu bóng bàn với tay vợt Trung Quốc và Bush và đặc biệt là xử lý đôi chân của Trung úy Dan, giúp anh bơi trong nước y như một người bị cụt chân thật đã giúp cho bộ phim đoạt giải Oscar cho phần kỹ xảo.
Diễn xuất tuyệt vời của Tom Hanks thực sự đã biến Forrest Gump thành một biểu tượng. Trong phim Tom Hanks đã lột tả hết vẻ ngây ngô của một người IQ 75. Ví dụ như Forrest nghĩ rằng trung đội 4 của anh sang Việt Nam để truy lùng một gã tên Charlie (lính Mỹ nói Charlie có nghĩa là Việt Cộng) hay anh nghĩ Apple là một công ty hoa quả. Những lần gặp gỡ với Tổng thống John F. Kennedy, Lyndon B. Johnson và Richard Nixon cũng thể hiện sự ngây ngô của Forrest.
Trong phim Jenny bị nhiễm một loại vi rút lạ gây ra cái chết của cô, nhà phê bình và nhiều khán giả suy đoán rằng đó chính là HIV.
Lấy cảm hứng từ bộ phim, Viacom Consumer Products (một công ty con của Viacom, ông chủ hãng phát hành Paramount Pictures), đã thành lập chuỗi nhà hàng Bubba Gump Shrimp.

## Đón nhận

### Tại phòng vé
Với kinh phí sản xuất $55 triệu  Forrest gump mở màn với tổng doanh thu $24,450,602 trong tuần đầu công chiếu .Nhà tư vấn kinh doanh phim ảnh kiêm nhà biên kịch Jeffrey Hilton đã đề nghị với nhà sản xuất Wendy Finerman tăng gấp đôi P&A (ngân sách tiếp thị phim) dựa trên việc anh xem bản in sớm của bộ phim. Ngân sách ngay lập tức được tăng lên, theo lời khuyên của ông. Trong tuần đầu mở màn bộ phim đã đứng đầu bảng xếp hạng phòng vé Hoa Kỳ suýt đánh bại The Lion King. Bộ phim đã được phát hành tới tuần thứ tư. Trong mười hai tuần đầu phát hành , bộ phim đã đứng thứ ba về doanh thu tại các rạp ở Mỹ ,đứng đầu trong năm lần, bao gồm cả trong tuần thứ mười công chiếu. Paramount đã ngừng phát hành phim tại các nhà rạp sau khi tổng doanh thu đạt $300 triệu vào tháng 1 năm 1995. Đây là phim có tổng doanh thu cao nhất năm đó chỉ sau The Lion King với $305 triệu.

## Giải thưởng lớn và vinh dự
1994 Giải Oscar
- Thắng - Nam chính — Tom Hanks
- Thắng - Đạo diễn — Robert Zemeckis
- Thắng - Biên tập — Arthur Schmidt
- Thắng - Phim hay nhất — Wendy Finerman, Steve Starkey, Steve Tisch
- Thắng - Kỹ xảo — Ken Ralston, George Murphy, Stephen Rosenbaum, Allen Hall
- Thắng - Kịch bản chuyển thể — Eric Roth
- Đề cử - Nam phụ — Gary Sinise (vai Trung úy Dan Taylor)
- Đề cử - Chỉ đạo nghệ thuật — Rick Carter, Nancy Haigh
- Đề cử - Quay phim — Don Burgess
- Đề cử - Hóa trang — Daniel C. Striepeke, Hallie D'Amore
- Đề cử - Nhạc phim — Alan Silvestri
- Đề cử - Âm thanh — Randy Thom, Tom Johnson, Dennis S. Sands, William B. Kaplan
- Đề cử - Biên tập âm thanh — Gloria S. Borders, Randy Thom

1995 Giải Sao Thổ
- Thắng - Nam phụ — Gary Sinise
- Thắng - Phim tưởng tượng hay nhất
- Đề cử - Nam chính — Tom Hanks
- Đề cử - Nhạc phim — Alan Silvestri
- Đề cử - Hiệu ứng đặc biệt tốt nhất — Ken Ralston
- Đề cử - Kịch bản hay nhất— Eric Roth

1995 Giải BAFTA
- Thắng - Hiệu ứng đặc biệt — Ken Ralston, George Murphy, Stephen Rosenbaum, Doug Chiang, Allen Hall
- Đề cử - Nam chính — Tom Hanks
- Đề cử - Nữ phụ— Sally Field
- Đề cử - Phim hay nhất — Wendy Finerman, Steve Tisch, Steve Starkey, Robert Zemeckis
- Đề cử - Quay phim xuất sắc — Don Burgess
- Đề cử - Giải David Lean cho đạo diễn— Robert Zemeckis
- Đề cử - Kịch bản — Aurthur Schmidt
- Đề cử - Kịch bản chuyển thể— Eric Roth

1995 Giải của Hiệp hội phê bình phim Chicago
- Thắng - Nam chính — Tom Hanks

Giải Quả cầu vàng 1995
- Thắng - Nam chính phim chính kịch — Tom Hanks
- Thắng - Đạo diễn — Robert Zemeckis
- Thắng - Phim chính kịch hay nhất
- Đề cử - Nam phụ — Gary Sinise
- Đề cử - Nữ phụ — Robin Wright
- Đề cử - Nhạc phim — Alan Silvestri
- Đề cử - Kịch bản — Eric Roth

1994 Ban quốc gia xem xét phim điện ảnh
- Đề cử - Nam chính — Tom Hanks
- Đề cử - Nam phụ — Gary Sinise
- Đề cử - Phim hay nhất

1995 Giải của Nghiệp đoàn diễn viên màn ảnh
- Thắng - Nam chính— Tom Hanks
- Đề cử - Nam phụ— Gary Sinise
- Đề cử - Nữ phụ — Sally Field & Robin Wright

Danh sách của Viện phim Mỹ
- 100 phim #71
- 100 phim truyền cảm hứng #37
- 100 câu thoại #40
  - "Mama always said life was like a box of chocolates. You never know what you're gonna get".
    - Tạm dịch: Mẹ luôn nói cuộc đời như một hộp sôcôla. Bạn không bao giờ biết bạn sẽ rút được thanh nào.
- 100 phim (đính chính) #76